# Dugway
Dugway è un census-designated place (CDP) nella Contea di Tooele, Utah. La popolazione, determinata attraverso il censimento del 2000, consta di 2.016 abitanti. Si estende su una superficie totale di 13,5 km² e deve la sua notorietà per il fatto di ospitare il Dugway Proving Ground, un'area utilizzata dallo United States Army per verificare i sistemi di difesa contro le armi chimiche e batteriologiche; per questo motivo Dugway è una città chiusa.